# Goździeniowiec piękny

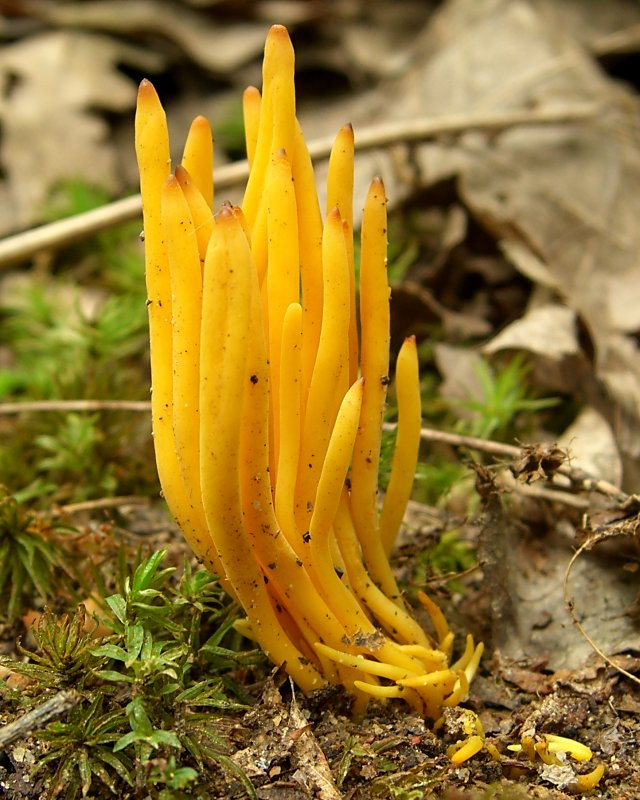

Goździeniowiec piękny (Clavulinopsis laeticolor (Berk. & M.A. Curtis) R.H. Petersen) – gatunek grzybów z rodziny goździeńcowatych (Clavariaceae).

## Systematyka i nazewnictwo
Pozycja w klasyfikacji według Index Fungorum: Clavulinopsis, Clavariaceae, Agaricales, Agaricomycetidae, Agaricomycetes, Agaricomycotina, Basidiomycota, Fungi.
Po raz pierwszy takson ten zdiagnozowali w 1868 r. Miles Joseph Berkeley i Moses Ashley Curtis nadając mu nazwę Clavaria laeticolor. Obecną, uznaną przez Index Fungorum nazwę nadał mu w 1965 r. R.H. Petersen, przenosząc go do rodzaju Clavulinopsis.
Synonimów nazwy naukowej ma ponad 20. Niektóre z nich:

- Clavaria laeticolor Berk. & M.A. Curtis 1868
- Clavaria persimilis Cotton 1910
- Clavaria pulchra Peck 1876
- Clavulinopsis pulchra (Peck) Corner 1950
- Donkella laeticolor (Berk. & M.A. Curtis) Malysheva & Zmitr. 2006
- Ramariopsis laeticolor (Berk. & M.A. Curtis) R.H. Petersen 1978

Nazwę polską podał Władysław Wojewoda w 2003 r.

## Morfologia
Owocnik
W kształcie prostej lub zgiętej pałeczki o wysokości 1,5–6 cm i grubości 1–5 mm, czasami zwężający się ku podstawie. Wierzchołek jest tępy lub ostro zakończony. Powierzchnia sucha, gładka, jaskrawa, barwy cytrynowożółtej, złotożółtej, pomarańczowożółtej. Starsze owocniki blakną. Wierzchołek często ciemniejszy – pomarańczowy. Owocniki występują zazwyczaj w niewielkich i dość luźnych kępkach, rzadziej pojedynczo.
Miąższ
Jasnożółty, cienki, bez wyraźnego smaku i zapachu.
Cechy mikroskopowe
Zarodniki białe, o rozmiarach  4,5–7 × 3,5–5,5 μm, półokrągłe, lub (częściej) o nieregularnym kształcie, gładkie z wyrostkiem o długości 1,5–2 μm. Podstawki 4-zarodnikowe. W strzępkach brak sprzążek. Powierzchnia owocnika pod wpływem KOH barwi się na żółto-zielono lub zielono.

## Występowanie
Podano jego występowanie w Ameryce Północnej, Europie i Japonii. Jest tu szeroko rozprzestrzeniony.
Rośnie na ziemi, w lasach liściastych i iglastych. Owocniki wytwarza latem i jesienią.

## Gatunki podobne
Jest kilka podobnych gatunków goździeniowców. Goździeniowiec piękny charakteryzuje się żywymi, wyrazistymi kolorami, inne występujące w Polsce są nie tak jaskrawe. Podobny goździeniowiec wrzecionowaty (Clavulinopsis fusiformis) tworzy większe i bardziej zbite kępy owocników, często zrośnięte podstawami. Ponadto goździeniowiec piękny jest łagodny w smaku, a g. wrzecionowaty zazwyczaj jest gorzki, a roztwór KOH nie zmienia barwy w kontakcie z jego powierzchnią.